# Deborah Drattell
Deborah Drattell (* 1956 in Brooklyn, New York City) ist eine US-amerikanische Komponistin.
Drattell war nach ihrer Ausbildung mehrere Jahre Composer in Residence des Denver Symphony Orchestra unter Leitung von Philippe Entremont. In dieser Zeit entstanden u. a. Sorrow is not Melancholy für Streichorchester, die Orchestersuite Lilith, die von den New Yorker Philharmonikern uraufgeführt
wurde, das Klarinettenkonzert Fire Dances für David Shifrin und das Flötenkonzert The Fire Within für Ransom Wilson.
Von 1998 bis 2001 war Drattell Composer in Residence der Glimmerglass Opera. Hier entstanden u. a. die Oper Lilith, die nach einer konzertanten Aufführung 1998 an der New York City Opera 2001 ihre Bühnenpremiere hatte, und die einaktige Oper The Festival of Regrets (UA 1999). 2003 wurde an der Los Angeles Opera Nicholas and Alexandra mit Plácido Domingo in der Rolle des Rasputin uraufgeführt.
Mehrere Werke komponierte Drattell für die Sopranistin Lauren Flanigan, so Letters Home nach Texten von Sylvia Plath, Eishes Chayil, der Liedzyklus Love Gave It To Me nach Anna Achmatowa und Alone nach einem Gedicht von Edgar Allan Poe.

## Werke
- Fire Dances, Konzert für Klarinette und Orchester, 1986
- Syzygy für Orchester, 1987
- Lilith, Orchestersuite, 1988
- Spanish Fly für Orchester, 1988
- The Fire Within für Flöte und Orchester, 1989
- Throb für Orchester, 1989
- Jephtha für Chor und Orchester, 1990
- Ruminating Sadness für Klarinette oder Cello und Klavier, 1991
- Appassionata, Streichquartett, 1992
- Lament für Altsaxophon, Cello und Klavier, 1992
- A Conspiracy of Dreams für Flöte, Viola und Harfe, 1992
- Psalm and Lament für Bläserquintett, 1993
- Sorrow is Not Melancholy für Streichquartett oder Kammerorchester, 1993
- A Chaos of Deep Passion für Klavier und Streichorchester, 1993
- Be Still My Spirit für Altsaxophon und Kammerorchester, 1994
- Alone für Sopran und Streichquartett, 1994
- A Dream Within a Dream für Sopran und Klavier, 1994
- Evening Star für Sopran, Violine, Cello und Klavier, 1994
- Joy's Ephemeral Core für Sopran und Flöte, 1994
- Love Gave It To Me für Sopran, Mezzosopran, Tenor und Klavier, 1994
- A Dream für Sopran, Klavier und Streichorchester, 1995
- A Dream für Sopran, Klavier und Streichquartett, 1995
- Streams of Tender Ribboning Time für Flöte, 1995
- The Veil of the Soul, 1995
- Letters Home für zwei Soprane und Streicher, 1995
- The Lost Lover für Sopran, Harfe, Perkussion und Streicher, 1996
- Eishes Chayil für Sopran, 1996
- The Festival of Regrets, Oper (Libretto von Wendy Wasserstein), UA 1999
- Marina Tsvetaeva: A Captive Spirit, Oper (Libretto von Annie Finch nach der Biografie von Marina Zwetajewa), UA 2000
- Lilith, Oper, (Libretto: David Steven Cohen), UA 2001
- Nicholas and Alexandra, Oper (Libretto von Nicholas von Hoffman), UA 2003
- Sonnet 18 für Sopran, Flöte und Perkussion, 2003
- Best Friends, Oper (Libretto von Wendy Wasserstein nach The Women von Clare Boothe Luce), UA 2005